# سينور سيزار
سينور سيزار (بالتركية: Sennur Sezer) (مواليد 12 يونيو عام 1943 في إسكيشهر- 8 أكتوبر 2015) ومؤلفة روايات وثائقية.
عقب انفصال سينور سيزار عن الصف الثاني بمدرسة إسطنبول الثانوية للبنات في عام 1959 بدأت العمل في زلاجات بناء السفن. وفي عام 1965 عملت سينور سيزار محررة في دار نشر «الأصول». وفي عام 1967 تزوجت سينور بعدنان أوزيالتشينر. عملت سينور سيزار أيضاً كمحررة في عدة موسوعات ودار للنشر وكتبت أيضاً النصوص الإعلانية حتى عام 1982.
كتبت سينور سيزار أعمالها الحالية في عدة جرائد ومجلات مختلفة وعلى رأسها «العالمية اليومية والثقافة العالمية». وواصلت سينور في تأليف الروايات الوثائقية.

## الكتبالشعرية
•	العشوائيات (1964)
•	المحظور (1966)
•	المقاومة (1977)
•	أبحث عن صوتي (1982)
•	بطاقة الهوية
•	الكتب الثلاثة الأولى (1983)
•	من هناك في هذه الصورة (1986)
•	راية (1991)
•	ورقات ملوثة (1999)
•	ملاحظات أم (أشعار مختارة 2002)
•	أخبار المساء (2006)
•	ليلتزم بالمسار (2011)

## أعمال أخرى
•	كيلوغان وكوسا (قصة، مع عدنان أوزيالتشينر)
•	جدول الأعمال الشعرية (مقالات 1995)
•	حجر إسطنبول – ذهب الأرض (فولكلور إسطنبول سوياً مع عدنان أوزيالتشينر)
•	قصص من الأناضول (سوياً مع عدنان أوزيالتشينر) (1995)
•	الأطفال الناظرين من النافذة (قصائد للأطفال) (1995)
•	سافو التركي: ميهري خاتون (رواية وثائقية 1997)
•	حظ وثروة في الإمبراطورية العثمانية (1998)
•	قتال الخبز \ قصص إيمك 1 (قصص مختارة مع عدنان أوزيالتشينر) (1998)
•	إعلان عن الإضراب \ قصص إيمك 2 (قصص مختارة سويً مع عدنان أوزيالتشينر)(1998)
•	العبيد الميكانيكية \ قصص إيمك 3 (قصص مختارة سوياً مع عدنان أوزيالتشينر) (1999)
•	وفاة النساجين \ قصص إيمك 4 (قصص مختارة سويً مع عدنان أوزيالتشينر) (1999)
•	السلطان حاصير أورن (قصة، 1999)
•	ناظم، والعالم ونحن (بحث، سوياً مع شكران كورداكول 2002)
•	منزل الحكايات الخرافية (سوياً مع عدنان أوزيالتشينر) (2003)
•	وجبات سهلة وبأقل تكلفة (2004)
•	أوقات من إسطنبول (سوياً مع عدنان أوزيالتشينر) (2005)
•	حكايات ألف ليلة وليلة (صور مصطفى ديلي أوغلو) (2006)
•	البازيليسق (القصص الشعبية) (2007)
•	أدب 68، 68 في الأدب (بحث ومختارة، 2008)
•	آثار إسطنبول من خلال القصص (المجلد الثاني، مع عدنان أوزيالتشينر، 2010)

## جوائزها
•	1980 – جائزة 8 مارس بمجلة صوت المرأة (من أجل الأشعار والمقالات الموجهة للنساء)
•	1987 – جائزة شعر خليل الجاحظ (عن رواية: من هناك في هذه الصورة)
•	1990 - جائزة أدب الأطفال أصدقاء صدقي (عن رواية كيلوغان وكوسا)
•	1998 – جائزة أدب مجلات بير سلطان عبدال (بسبب تنقلها لمجال الشعر)
•	2000 – جائزة شعر يونس نادي (عن رواية أوراق ملوثة)
•	2000 – جائزة خبيري الشعر بكلية أوغوزكان
•	2009 – جائزة عناء شعر أفني أوليز
•	2012 – جائزة شعر بين